# Sipho Mabona
Sipho Mabona (* 11. Januar 1980 in Luzern) ist ein Schweizer Origami-Künstler. Er lebt zurzeit in Luzern. Sein Repertoire an Origami-Figuren ist sehr groß und reicht von klassischen Papierfliegern über Menschen, Tiere, Häuser bis hin zu Fantasieobjekten.

## Leben
Mabona faltete mit fünf Jahren sein erstes Papierflugzeug. Mit 20 Jahren fing er an, seine eigenen Entwürfe zu kreieren. Auf diesem Weg entdeckte er die Origami-Kunst.
Mabona hat durch die vielseitige Charakteristik von Papier und deren Faltmöglichkeit in unterschiedlichste Objekte, auch bereits Origamis für die Werbung, entwickelt. Beispielsweise faltete Mabona für Asics Origami-Objekte für ganze Landschaften, ein Stadion und eine Stadt, sowie Menschen, Schuhe und Tiere wie Vögel, Tintenfische und Tiger, die für den Werbefilm „Origami in the pursuit of perfection“ animiert wurden. Zudem tritt Sipho Mabona an diversen Veranstaltungen auf und gibt Workshops.

## Referenzen
Im Jahr 2000 nahm Mabona am Red Bull Paper Wings World Finale in Salzburg teil. Mabonas Faltkreationen waren bereits in Galerien rund um den Globus u. a. in New York, Vancouver und Tokyo ausgestellt. Der Kurzfilm Origami in the pursuit of perfection, für den Mabona die Origamis entwarf, wurde mit mehreren international renommierten Preisen ausgezeichnet. Sipho Mabona war der erste ausländische Künstler, dessen Kreationen auf der Titelseite des Konferenzbuchs der JOAS abgebildet wurde. Im Jahr 2009 war Mabona geladener Gast an dem 21. International Origami Deutschland Meeting in Berlin und an der spanischen Origami Convention in Alicante. Zudem war Mabona bereits in Fernsehsendungen wie der Late-Night-Show „Aeschbacher“, der Sendung „Einstein“ sowie auch am Television Tokyo zu sehen.